# Граф де Оливето

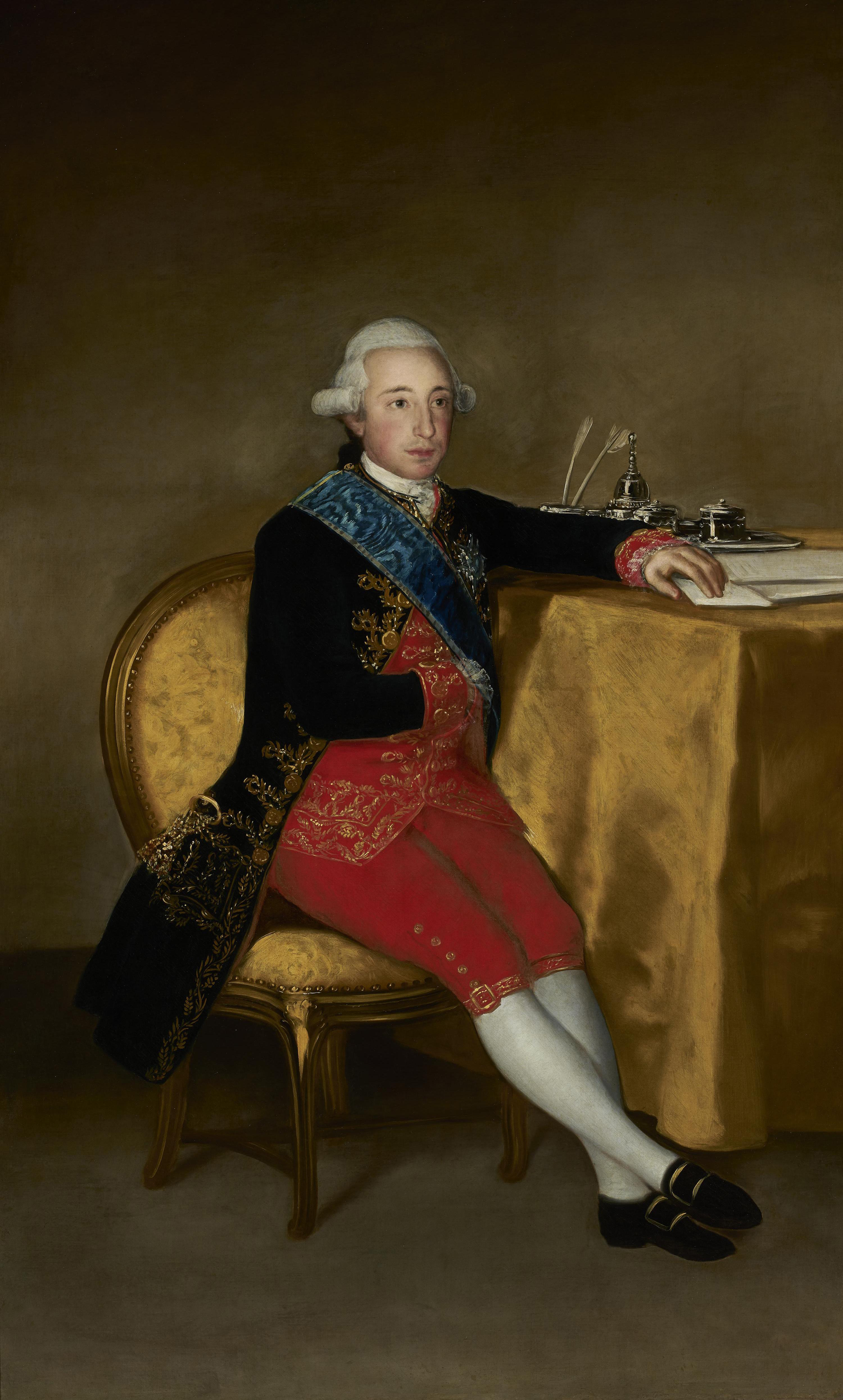
Висенте Хоакин Осорио де Москосо и Гусман (1756—1816), 13-й граф де Оливето

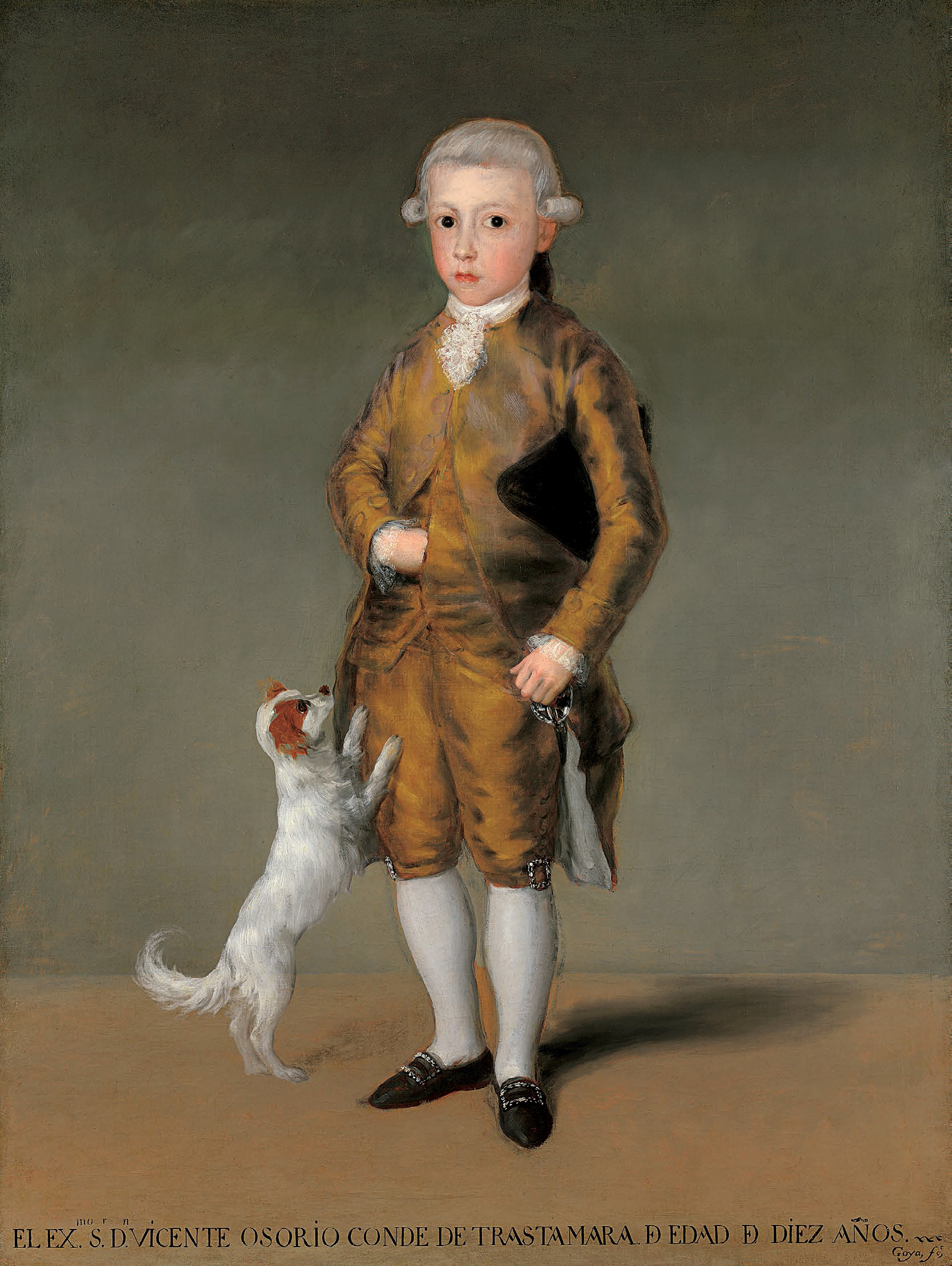
Висенте Изабель Осорио де Москосо и Альварес де Толедо (1777—1837), 14-й граф де Оливето

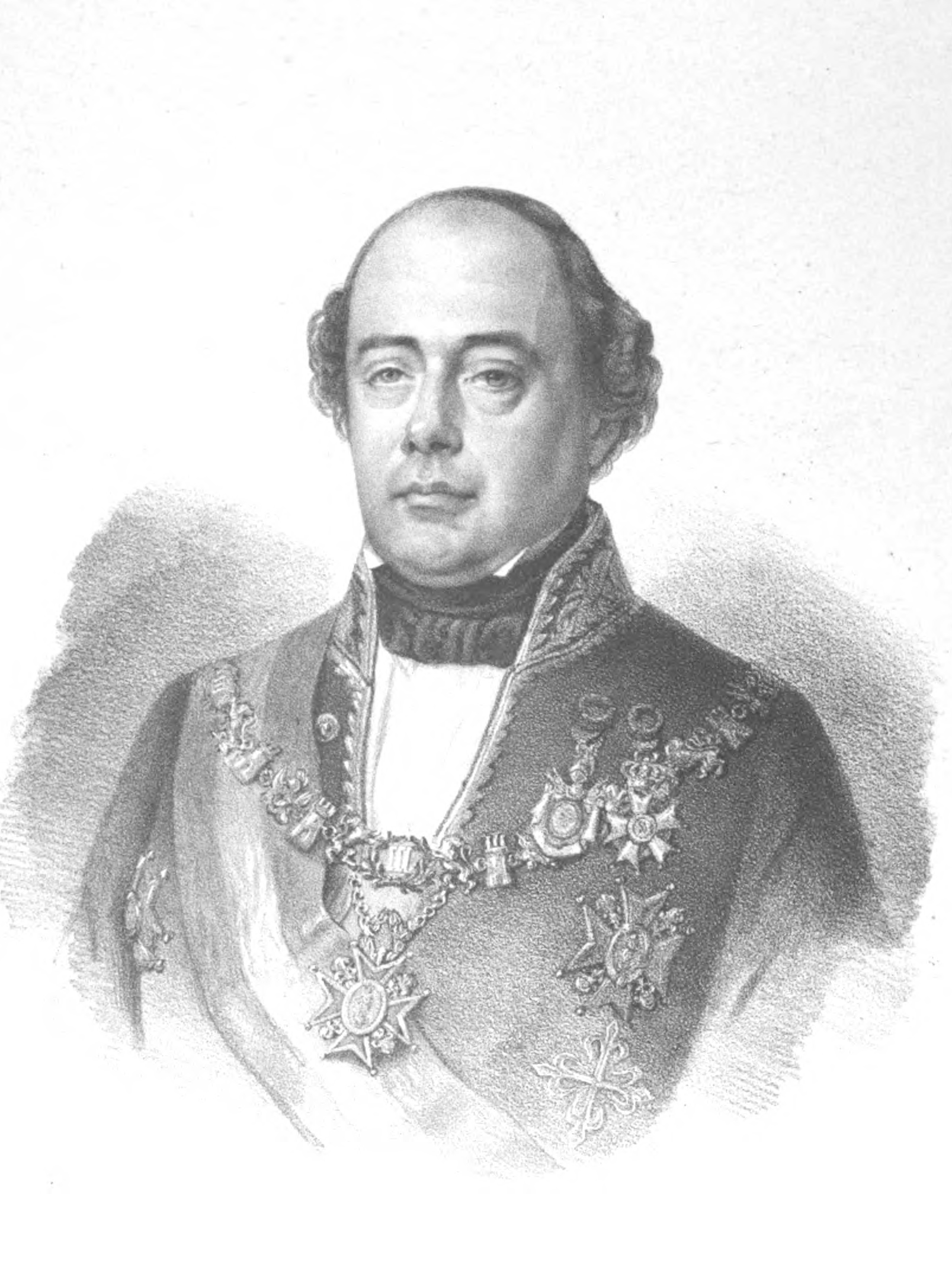
Висенте Пио Осорио де Москосо и Понсе де Леон (1801—1864), 14-й граф де Альтамира, 10-й маркиз де Майрена, 15-й граф де Оливето

Граф де Оливето — испанский дворянский титул. Он был создан 22 декабря 1515 года королем Испании Фердинандом Католиком для Рамона Фолька де Кардоны и Рекесенса, 1-го герцога де Сома и 12-го барона де Бельпуч, графа ди Альвито (в Неаполитанском королевстве), генерал-капитана и вице-короля Сицилии, губернатора Неаполя.
Рамон был сыном Антонио Фолька де Кардоны, 11-го барона де Бельпуч, и Кастельяны де Рекесенс, баронессы де Линьола, дочери графа де Молинс-де-Рей.
Графский титул был восстановлен в 1927 году королем Испании Альфонсо XIII для Марии Изабель Луизы Руис де Араны и Осорио де Москосо, 20-й графини де Ньева.

## Графы де Оливето
|                                                       | Титул                                                                          | Период                                                |
| Креация создана королем Испании Фердинандом Католиком | Креация создана королем Испании Фердинандом Католиком                          | Креация создана королем Испании Фердинандом Католиком |
| ----------------------------------------------------- | ------------------------------------------------------------------------------ | ----------------------------------------------------- |
| I                                                     | Педро Наварро                                                                  | 1503-1515                                             |
| II                                                    | Рамон Фольк де Кардона и Рекесенс                                              | 1515-1522                                             |
| III                                                   | Фернандо Фольк де Кардона и Рекесенс                                           | 1522 — 1571                                           |
| IV                                                    | Луис Фольк де Кардона и Фернандес де Кордова                                   | 1571 — 1574                                           |
| V                                                     | Антонио Фернандес де Кодова Фольк де Кардона и Рекесенс                        | 1574 — 1606                                           |
| VI                                                    | Луис Фернандес де Кордова Фольк де Кардона Арагон и Рекесенс                   | 1606 — 1642                                           |
| VII                                                   | Антонио Фернандес де Кордова Фольк де Кардона Англесола Арагон и Рекесенс      | 1642 — 1659                                           |
| VIII                                                  | Франсиско Мария Фернандес де Кордова Фольк де Кардона Арагон и Рекесенс        | 1659 — 1688                                           |
| IX                                                    | Феликс Мария Фернандес де Кордова Кардона и Рекесенс                           | 1688 — 1709                                           |
| X                                                     | Франсиско Хавьер Фернандес де Кордова Кардона и Рекесенс                       | 1709 — 1750                                           |
| XI                                                    | Буэнавентура Франсиска Фернандес де Кордова Фольк де Кардона Рекесенс и Арагон | 1750 — 1768                                           |
| XII                                                   | Вентура Осорио де Москосо и Фернандес де Кордова                               | 1734 — 1776                                           |
| XIII                                                  | Висенте Хоакин Осорио де Москосо и Гусман                                      | 1776 — 1816                                           |
| XIV                                                   | Висенте Изабель Осорио де Москосо и Альварес де Толедо                         | 1816 — 1837                                           |
| XV                                                    | Висенте Пио Осорио де Москосо и Понсе де Леон                                  | 1837 — 1864                                           |
| XVI                                                   | Хосе Мария Осорио де Москосо и Карвахаль                                       | 1864 — 1881                                           |
| Креация восстановлена королем Испании Альфонсо XIII   |                                                                                |                                                       |
| XVII                                                  | Мария изабель Луиза Руис де Арана и Осорио де Москосо                          | 1927-1939                                             |
| XVIII                                                 | Касильда де Бустос и Фигероа                                                   | 1939-                                                 |
| XIX                                                   | Хосе Мария Финат и Бустос                                                      |                                                       |
| XX                                                    | Мария Бланка Финат и Рива                                                      | 2002 — н.в.                                           |

## История графов де Оливето
- Рамон Фольк де Кардона-и-Рекесенс (1467 — 10 марта 1522), 1-й граф де Оливето, 1-й герцог де Сома, 12-й барон де Бельпуч, граф ди Альвито (в Неаполе). Вице-король Неаполитанского королевства в 1509—1522 годах. Сын Антонио Фолька де Кардоны-и-Сентельес, 11-го барона де Бельпуч, и Кастельяны де Рекесенс-и-де Солер, 1-й баронессы де Линьола.
  - Супруга — Изабель Энрикес де Рекесенс, 2-й граф де Паламос, дочь Гарселана де Рекесенса, 1-го графа де Паламос, и Беатрис Энрикес, дочери 2-го графа де Альба-де-Листе. Ему наследовал их сын:
- Фернандо Фольк де Кардона-и-Рекесенс (1521—1571), 2-й граф де Оливето, 2-й герцог де Сома, 3-й граф де Паламос, 13-й барон де Бельпуч.
  - Супруга — Беатрис Фернандес де Кордова, 4-я герцогиня де Сесса, дочь Луиса Фернандеса де Кордовы, 4-го графа де Кабра, 4-го виконта де Иснахар, и Эльвиры Фернандес де Кордовы, 2-й герцогини де Сесса, 2-й герцогини де Терранова и 2-й герцогини де Сантанджело. Ему наследовал их старший сын:
- Луис Фольк де Кардона-и-Фернандес де Кордова (1548—1574), 3-й граф де Оливето, 3-й герцог де Сома, 4-й граф де Паламос, 14-й барон де Бельпуч. Холост и бездетен. Ему наследовал его младший брат:
- Антонио Фернандес де Кордова Фольк де Кардона-и-Рекесенс (25 декабря 1550 — 6 января 1606), 4-й граф де Оливето, 4-й герцог де Сома, 5-й герцог Сесса, граф де Паламос, граф де Авеллино, граф де Тривенто, 3-й герцог Баэна, 7-й граф Кабра и виконт де Иснахар.
  - Супруга — Хуана де Арагон, дочь Диего Фернандеса де Кордовы, 3-го маркиза де Комарес, и Хуаны де Арагон Фольк де Кардоны, 4-й герцогини де Сегорбе, 4-й герцогини де Кардона, графини де Ампурьяс, графини де Прадес и маркизы де Пальярс. Ему наследовал их сын:
- Луис Фернандес де Кордова Фольк де Кардона Арагон-и-Рекесенс (1582 — 14 ноября 1642), 5-й граф де Оливето, 5-й герцог де Сома, 6-й герцог Сесса, 4-й герцог Баэна, 8-й граф де Кабра, граф де Паламос, барон де Бельпуч, барон де Линьола, барон де Калонже и виконт де Иснахар.
  - Супруга — Марианна де Рохас, 4-я маркиза де Поса, дочь Франсиско де Рохаса-и-Кордовы, 3-го маркиза де Поса, и Франсиски Энрикес де Кабреры.
  - Супруга — Франсиска Луиза Портокарреро (? — 1639), 6-я маркиза де Вильянуэва-дель-Фресно, дочь Алонсо де Портокарреро, 5-го маркиза де Вильянуэва-дель-Фресно, и Изабель де ла Куэвы. Ему наследовал его сын от первого брака:
- Антонио Фернандес де Кордова Фольк де Кардона Англесола Арагон-и-Рекесенс (1600—1659), 6-й граф де Оливето, 6-й герцог де Сома, 7-й герцог Сесса, 5-й герцог Баэна, 9-й граф Кабра, граф де Паламос, 9-й виконт де Иснахар, барон де Бельпуч, барон де Линьола и барон де Калонже.
  - Супруга — Тереза Пиментель-и-Понсе де Леон (1596—1689), дочь Антонио Алонсо Пиментеля-и-Киньонеса, 9-го герцога де Бенавенте, графа де Луна, и Марии Понсе де Леон из дома герцогов де Аркос. Ему наследовал их сын:
- Франсиско Мария Фернандес де Кордова Фольк де Кардона Англесола Арагон-и-Рекесенс (17 октября 1626 — 12 сентября 1688), 7-й граф де Оливето, 7-й герцог де Сома, 8-й герцог Сесса, 6-й герцог Баэна, 8-й герцог де Терранова, 8-й герцог Сантанджело, 10-й граф Кабра.
  - Супруга — Изабель Фернандес де Кордова-и-Фигероа (1619—1654), дочь Альфонсо Фернандеса де Кордовы-и-Фигероа, 5-го герцога де Ферия, 5-го маркиза де Прьего, и Хуаны Энрикес де Риберы, дочери маркиза де Тарифа.
  - Супруга — Менсия Давалос (их брак был аннулирован).
  - Супруга — Анна Мария Пиментель де Кордова-и-Энрикес де Гусман (1639—1676), 6-я маркиза де Тавара и 2-я графиня де Вильяда. Дочь Энрике Пиментеля-и-Москосо, 5-го маркиза де Тавара, вице-короля Наварры-и-Арагона, и Франсиски Фернандес де Кордовы.
  - Супруга — Мария Андреа де Гусман-и-Суньига, дочь Мануэля Луиса де Гусмана-и-Манрике де Суньиги, 4-го маркиза де Вильяманрике, маркиза де Аямонте, и Анны Давилы-и-Осорио, 11-й маркизы де Асторга. Ему наследовал его сын от первого брака:
- Феликс Мария Фернандес де Кордова Кардона-и-Рекесенс (1654 — 3 июля 1709), 8-й граф де Оливето, 8-й герцог де Сома, 9-й герцог Сесса, 7-й герцог Баэна и 12-й граф Кабра.
  - Супруга — Франсиска Фернандес де Кордова-и-Рохас Портокарреро (1662—1680), 3-я графиня де Каса-Пальма и 7-я графиня де лас Посадас, дочь Диего Фернандеса де Кордовы-и-Портокарреро, 2-го графа де Каса-Пальма, и Леонор Сапаты-и-Сильвы.
  - Супруга — Маргарита де Арагон-и-Бенавидес (1664—1702), дочь Луиса Рамона де Арагона Фолька де Кардоны, 6-го герцога де Сегорбе и 7-го герцога де Кардона, и Марии де Бенавидес. Ему наследовал его сын от первого брака:
- Франсиско Хавьер Фернандес де Кордова Кардова-и-Рекесенс (20 сентября 1687 — 19 мая 1750), 9-й граф де Оливето, 9-й герцог де Сома, 10-й герцог Сесса, 8-й герцог Баэна, 10-й герцог де Терранова и 10-й герцог Сантанджело.
  - Супруга — тетка Тереза Фернандес де Кордова-и-Гусман, дочь Франсиско Фернандеса де Кордовы Фолька де Кардоны Англесолы Арагона-и-Рекесенса, 7-го герцога де Сома, 8-го герцога де Сесса и 6-го герцога де Баэна, и Марии Андреа де Гусман-и-Суньиги. Ему наследовала их дочь:
- Буэнавентура Франсиска Фернандес де Кордова Фольк де Кардона Рекесенс-и-Арагон (2 июня 1712 — 9 апреля 1768), 10-я графиня де Оливето, 10-я герцогиня де Сома, 11-я герцогиня де Сесса, 11-я герцогиня де Терранова, 11-я герцогиня де Сантанджело, 10-я герцогиня де Андрия, 9-я герцогиня де Баэна, 15-я графиня де Кабра, 16-я графиня де Паламос, 16-я графиня де Тривенто, 15-я виконтесса де Иснахар, 25-я баронесса де Бельпуч, 10-я баронесса де Калонже и баронесса де Линьола.
  - Супруг — Вентура Осорио де Москосо-и-Гусман Давила-и-Арагон (1707—1746), 6-й герцог Санлукар-ла-Майор, 4-й герцог де Атриско, 6-й герцог Медина-де-лас-Торрес, 14-й маркиз Асторга, 8-й маркиз де Альмасан, 9-й маркиз де Поса, 4-й маркиз де Мората-де-ла-Вега, 5-й маркиз де Майрена, 10-й маркиз де Аямонте, 7-й маркиз де ла Вилья-де-Сан-Роман, 7-й маркиз де Вильяманрике, 4-й маркиз де Монастерио, 5-й маркиз де Леганес, 8-й маркиз де Велада, 13-й граф де Монтеагудо, 10-й граф де Альтамира, 8-й граф де Лодоса, 8-й граф де Арзаркольяр, 14-й граф Трастамара, 8-й граф де Сальтес, 16-й граф де Ньева и 15-й граф де Санта-Марта-де-Ортигейра.
  - Супруг — Хосе де Гусман-и-Гевара (1709—1781), 4-й маркиз де Гевара, 7-й граф де Вильямедьяна, 12-й граф де Оньяте, 6-й маркиз де Монтеалегре, 7-й маркиз де Кинтана-дель-Марко, 5-й граф де Кампо-Реаль, 7-й граф де Кастронуэво, 7-й граф де лос Аркос. Ей наследовал её сын от первого брака:
- Вентура Осорио де Москосо-и-Фернандес де Кордова (1732 — 6 января 1776), 11-й граф де Оливето, 7-й герцог Санлукар-ла-Майор, 5-й герцог Атриско, 7-й герцог Медина-де-лас-Торрес, 12-й герцог Сесса, 9-й герцог де Баэна и 10-й герцог де Сома, 15-й маркиз Асторга, 9-й маркиз де Альмасан, 10-й маркиз де Поса, 5-й маркиз де Мората-де-ла-Вега, 6-й маркиз де Майрена, 13-й маркиз де Аямонте, 8-й маркиз де ла Вилья-де-Сан-Роман, 8-й маркиз де Вильяманрике, 5-й маркиз де Монастерио, 6-й маркиз де Леганес, 9-й маркиз де Велада, 14-й граф де Монтеагудо, 9-й граф де Лодоса, 9-й граф де Арзаркольяр, 5-й граф Трастамара, 8-й граф де Сальтес, 17-й граф де Ньева, 16-й граф де Санта-Марта-де-Ортигейра, 16-й граф Кабра, 17-й граф де Паламос, 11-й граф де Альтамира, 17-й граф ди Авеллино, 17-й граф ди Тривенто, 16-й виконт де Иснахар, 26-й барон де Бельпуч, 11-й барон де Калонже и барон де Линьола.
  - Супруга — Мария де ла Консепсьон де Гусман-и-Фернандес де Кордова (1730—1776), дочь Хосе де Гусмана-и-Гевары, 6-го маркиза де Монтеалегре, 6-го маркиза де Кинтан-дель-Марко, графа де Кастронуэво, графа де лос Аркос, 12-го графа де Оньяте, графа де Вильямедьяна, маркиза де Кампо-Реаль, маркиза де Гевары, и Марии Феличе Фернандес де Кордовы-и-Спинолы, дочери Николаса Марии Фернандеса де Кордовы-и-Фигероа, 10-го герцога де Мединасели и 9-го маркиза де Прьего. Ему наследовал их сын:
- Висенте Хоакин Осорио де Москосо-и-Гусман (17 января 1756 — 26 августа 1816), 12-й граф де Оливето, 8-й герцог Санлукар-ла-Майор, 6-й герцог Атриско, 8-й герцог Медина-де-лас-Торрес, 14-й герцог Сесса, 11-й герцог Баэна, 12-й герцог де Сома и 15-й герцог Македа, 16-й маркиз Асторга, 10-й маркиз де Альмасан, 11-й маркиз де Поса, 6-й маркиз де Мората-де-ла-Вега, 7-й маркиз де Майрена, 14-й маркиз де Аямонте, 9-й маркиз де ла Вилья-де-Сан-Роман, 9-й маркиз де Вильяманрике, 6-й маркиз де Монастерио, 7-й маркиз де Леганес, 16-й маркиз де Эльче и 10-й маркиз де Велада, 15-й граф де Монтеагудо, 10-й граф де Лодоса, 10-й граф де Арзаркольяр, 17-й граф Трастамара, 9-й граф де Сальтес, 18-й граф де Ньева, 17-й граф де Санта-Марта-де-Ортигейра, 17-й граф Кабра, 18-й граф де Паламос, 11-й граф де Альтамира, 17-й граф де Вильялобос, 17-й виконт де Иснахар и 27-й барон де Бельпуч.
  - Супруга — Мария Игнасия Альварес де Толедо-и-Гонзага Караччоло (1757—1795), дочь Антонио Марии Хосе Альвареса де Толедо-и-Переса де Гусмана, 10-го маркиза де Вильяфранка-и-де лос Велес, и Марии Антонии Доротеи Синфоросы Гонзага-и-Караччоло.
  - Супруга — Мария Магдалена Фернандес де Кордова-и-Понсе де Леон (1780—1830), дочь Хоакина Фернандеса де Кордовы, 3-го маркиза де ла Пуэбла-де-лос-Инфантес, и Бригиды Магдалены Понсе де Леон-и-Давилы. Ему наследовал его сын от первого брака:
- Висенте Исабель Осорио де Москосо-и-Альварес де Толедо (19 ноября 1777 — 31 августа 1837), 13-й граф де Оливето, 7-й герцог Атриско, 10-й герцог Санлукар-ла-Майор, 9-й герцог Медина-де-лас-Торрес, 15-й герцог де Сесса, 13-й герцог де Сома, 16-й герцог Македа, 12-й герцог Баэна, 17-й маркиз Асторга, 8-й маркиз де Леганес, 15-й маркиз де Аямонте, 11-й маркиз де Велада, 10-й маркиз де Вильяманрике, 12-й маркиз де Поса, 7-й маркиз де Мората-де-ла-Вега, 7-й маркиз де Монастерио, 8-й маркиз де Майрена, 17-й маркиз де Эльче, 10-й маркиз де ла Вилья-де-Сан-Роман, 11-й маркиз де Альмасан, 18-й граф Кабра, 19-й граф де Паламос, 13-й граф де Альтамира, 18-й граф де Вильялобос, 10-й граф де Сальтес, 16-й виконт де Иснахар.
  - Супруга — Мария дель Кармен Понсе де Леон-и-Карвахаль (1780—1813), 9-я маркиза де Кастромонте, 5-я герцогиня де Монтемар, 9-я графиня де Гарсиэс, дочь Антонио Марии Понсе де Леона Давилы-и-Каррильо де Альборноса, 4-го герцога де Монтемар, 8-го маркиза де Кастромонте, 5-го графа де Валермосо, 4-го графа де Гарсиэс, и Марии дель Буэн Консехо Карвахаль-и-Гонзага, дочери Мануэля Бернардино де Карвахаля-и-Суньиги, 6-го герцога де Абрантес, 5-го герцога де Линарес. Ему наследовал их сын:
- Висенте Пио Осорио де Москосо-и-Понсе де Леон (22 июля 1801 — 22 февраля 1864), 14-й граф де Оливето, 8-й герцог Атриско, 11-й герцог Санлукар-ла-Майор, 10-й герцог Медина-де-лас-Торрес, 16-й герцог Сесса, 14-й герцог де Сома, 13-й герцог де Баэна, 17-й герцог де Македа, 6-й герцог Монтемар, 18-й маркиз Асторга, 9-й маркиз де Леганес, 12-й маркиз де Велада, 9-й маркиз де Кастромонте, 16-й маркиз де Аямонте, 11-й маркиз де Вильяманрике, 11-й маркиз де ла Вилья-де-Сан-Роман, 12-й маркиз де Альмасан, 13-й маркиз де Поса, 8-й маркиз де Мората-де-ла-Вега, 9-й маркиз де Майрена, 18-й маркиз де Эльче, 8-й маркиз де Монастерио, 12-й маркиз де Монтемайор, 10-й маркиз дель Агила, 20-й граф де Паламос, 13-й граф де Альтамира, 12-й граф де Лодоса, 11-й граф де Арзаркольяр, 19-й граф де Вильялобос, 19-й граф де Ньева, 11-й граф де Сальтес, 10-й граф де Гарсиэс, 6-й граф де Валермосо, граф де Кантильяна, 16-й граф де Монтеагудо, 19-й граф Кабра, граф Трастамара, граф де Санта-Марта-де-Ортигейра, 17-й виконт де Иснахар, барон де Бельпуч.
  - Супруга — Мария Луиза де Карвахаль-и-де Керальт (1804—1843), дочь Хосе Мигеля де Карвахаля Варгаса-и-Манрике де Лара, 2-го герцога де Сан-Карлос, 6-го графа де Кастильехо, 9-го графа даль Пуэрто, и его второй жены, Марии Эулалии де Керальт-и-Сильвы, дочери Хуаны Баутисты де Керальта, де Сильвы-и-де Пинос, 7-го маркиза де Санта-Колома, и Марии Луизы де Сильвы, 7-й маркизы де Грамоса и 15-й графини де Сифуэнтес. Ему наследовал их сын:
- Хосе Мария Осорио де Москосо-и-Карвахаль (12 апреля 1828 — 5 ноября 1881), 15-й граф де Оливето, 16-й герцог Сесса, 18-й герцог Македа, 6-й герцог Монтемар, 20-й маркиз Асторга, 12-й маркиз де ла Вилья-де-Сан-Роман, 9-й маркиз де Мората-де-ла-Вега, 11-й маркиз дель Агила, 20-й граф Трастамара и 15-й граф де Альтамира.
  - Супруга — инфанта Луиза Тереза Мария де Бурбон-и-Бурбон-Сицилийская (1824—1900), дочь инфанта Франсиско де Паулы де Бурбона (1794—1865) и принцессы Луизы Карлоты де Бурбон-Сицилийской (1804—1844).

Восстановление креации в 1927 году:
- Мария Изабель Луиза Руис де Арана-и-Осорио де Москосо (6 июля 1865—1939), 16-я графиня де Оливето, 20-я графиня де Ньева. Дочь Хосе Марии Руиса да Араны-и-Сааведры (1826—1891), герцога де Кастель-Сангро, и Марии Розалии Осорио де Москосо-и-Карвахаль (1840—1918), 14-й герцогини де Баэна, внучка Висенте Пио Осорио де Москосо-и-Понсе де Леона, 14-го графа де Оливето.
  - Супруг — Альфонсо де Бустос-и-Бустос (1861—1928), 9-й маркиз де Корвера, 3-й маркиз де лас Альменас. Один из их сыновей, Рафаэль де Бустос-и-Руис де Арана (1885—1943), 14-й герцог Пастрана и 15-й маркиз де Салинас-дель-Рио-Писуэрга, был женат на Касильде де Фигероа-и-Алонсо Мартинес, дочери Альваро де Фигероа-и-Торрес, 1-го графа де Романонес. Их дочь, Касильда, унаследовала графский титул от своей бабки.
- Касильда де Бустос-и-Фигероа (2 ноября 1910 — 3 июля 2000), 17-я графиня де Оливето, 15-я герцогиня де Пастрана, 10-я маркиза де Корвера, 16-я маркиза де Салинас-дель-Рио-Писуэрга, 9-я маркиза де Кампотехар, 6-я маркиза де лас Альменас.
  - Супруг — Хосе Мария де ла Бланка Финат-и-Эскрива де Романи (1904—1995), 16-й граф де Маяльде, 11-й маркиз де Терранова, 3-й граф де Финат и 15-й граф де Вильяфлор. Ей наследовал их второй сын:
- Хосе Мария Финат-и-Бустос (род. 13 января 1932), 18-й граф де Оливето, 16-й герцог Пастрана, 11-й маркиз де Корвера, 20-й маркиз де Кампотехар, 16-й граф де Вильяфлор, 17-й граф де Маяльде, 4-й граф де Финат и 13-й виконт де Риас.
  - Супруга — Алина Рива де Луна. Ему наследовала их дочь:
- Бланка Финат-и-Рива, 19-я графиня де Оливето.